# Kejsardömet Kina (1915–1916)
Kejsardömet Kina  (中華帝國; Zhōnghuá dìguó) var ett kortlivat kejsardöme under ett försök av president Yuan Shikai att åter göra Kina till kejsardöme.
Under en representativ församlings 20 november 1915 röstades enhälligt Yuan Shikai fram som kejsare av det Kinesiska imperiet, och han svor eden som kejsare 12 december i Himmelens tempel samma år. Han antog periodnamnet Hongxian.
En vecka efter att Yuan Shikai utropat sig som kejsare förklarade sig provinsen Yunnan självständigt. Yuan Shikai skickade en arme för att slå ner rebellerna, men blev besegrad i Sichuan. I början av 1916 förklarade sig även Guizhou, Guangxi, Guangdong, Shandong, Hunan, Shanxi, Jiangxi och Jiangsu sin självständighet och erkände inte den nya kejsaren som sin regent. På grund av den stora pressen från befolkningen abdikerade Yuan Shikai 22 mars 1916.